# 피남팡
피남팡(말레이어: Penampang)은 말레이시아 사바 주 북서해안부에 위치한 지역이다. 사바의 주도인 코타키나발루 바깥에 위치해 있으며 종종 대(大)코타키나발루에 포함되기도 한다. 2010년 인구조사에 따르면 인구는 121,934명이며 대부분은 카다잔/두순이다. 동공온(Donggongon)은 이 지역에서 가장 주요한 구역이다.

## 역사

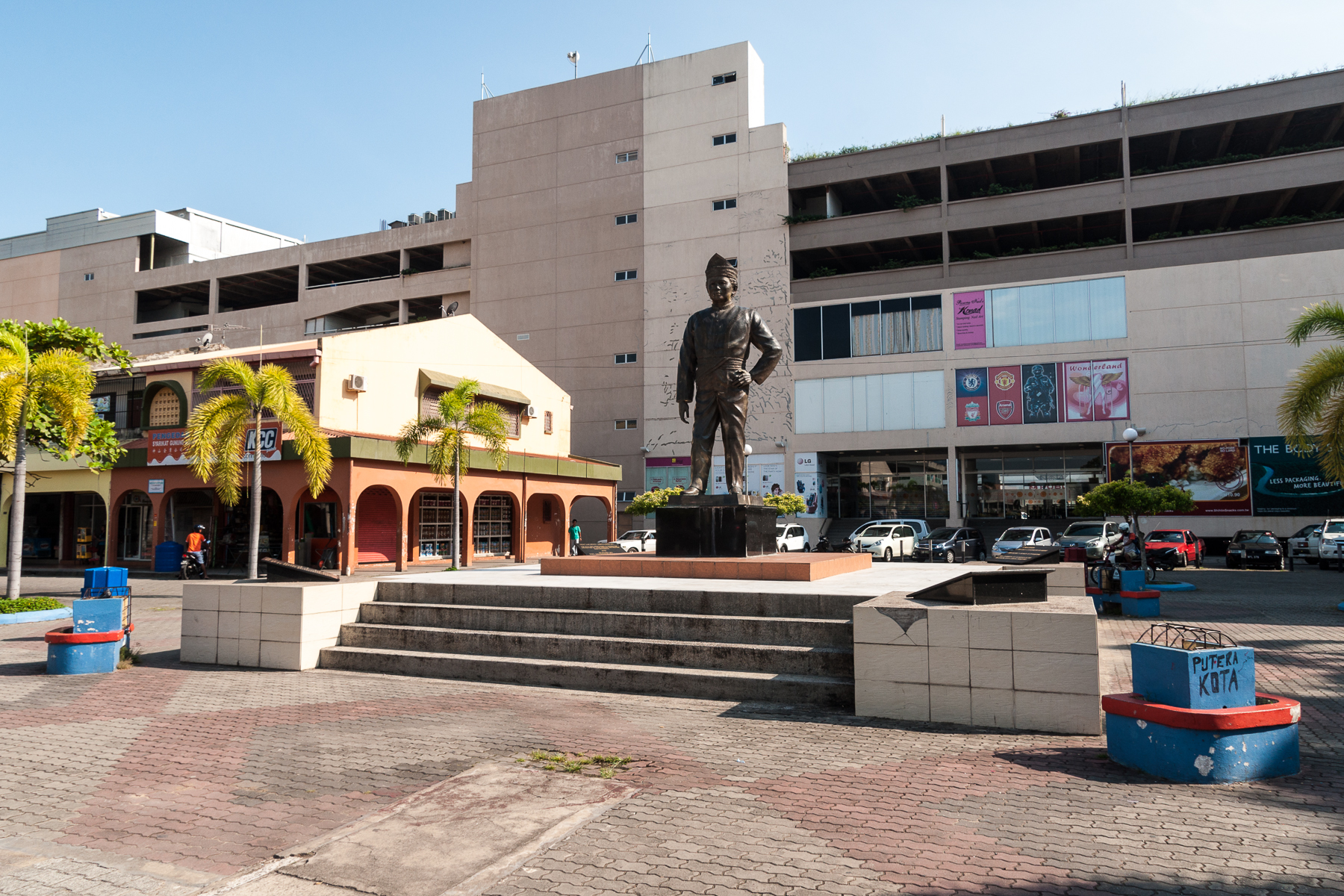
피터 모준틴의 동상

'피남팡'이란 이름은 이 지역 내의 오래된 마을 이름에서 유래한 것이다. 그 마을의 이름은 카다잔어로 큰 바위를 뜻하는 팜팡(Pampang)에서 유래했는데, 이는 이 지역 부근에서 큰 바위들이 종종 발견됐다는 데서 유래했다.
현대 '피남팡'이란 이름은 종종 이 지역의 이름을 말하는 데 사용되며, 이 지역에서 가장 주요한 구역은 동공온이다. 동공온은 카다잔어로 '피난처' 또는 '휴식처'를 말하는데, 이는 산에서부터 해안으로까지 무역하는 사람들이 잠시 머물렀던 장소라는 데서 유래했다. 다른 마을이나 소구역으로는 푸타탄(Putatan)이나 록카위(Lok Kawi)가 있다.
이 지역의 이름인 '피남팡'은 비교적 새로운 기원으로 간주되기도 한다. 초기 영국의 탐험가로 1880년대 북보르네오를 탐험한 존 화이트헤드(John Whitehead)는 이 지역을 '파타탄(Patatan)'이라 불렀는데, 이는 1910년부터 1914년까지 이 지역에서 일반 상인으로 활동했던 오웬 루터(Owen Rutter)가 이 지역 이름을 '푸타탄(Putatan)'이라 명명했다는 사실을 참고한 것이다.

### 피남팡 지역 의회

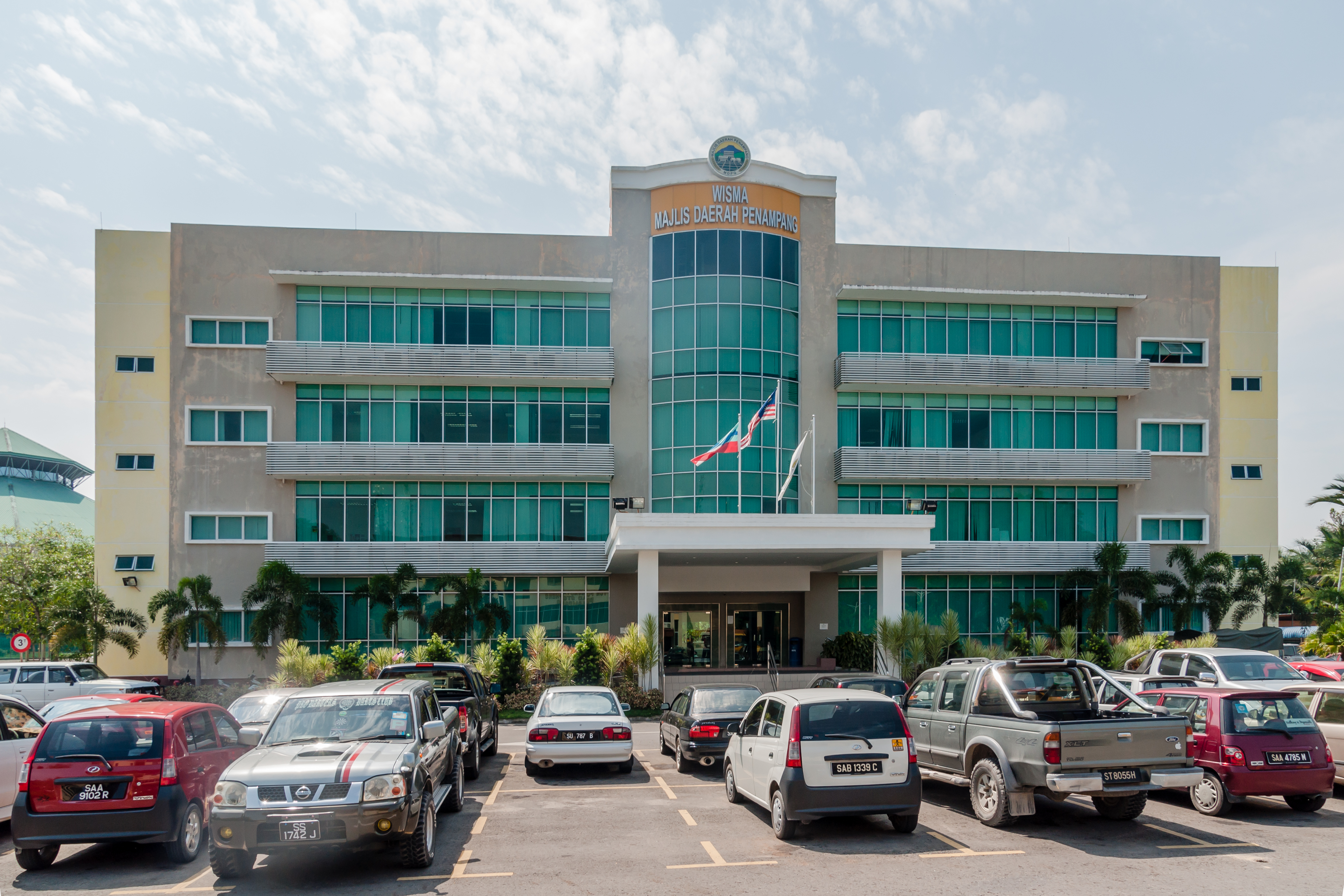
피남팡 지역 의회

1978년 피남팡 지역 의회(PDC; Penampang District Council)가 설립되기 전, 이 의회는 제셀턴 교외지역 의회(JRDC; Jesselton Rural District Council)로 알려져 있었다. 이 보조 의회는 푸타탄 및 록카위를 포함한 피남팡 내 소구역, 틀리폭(Telipok) 및 캄풍 리카스(Kampung Likas), 타만 포상(Taman Foh Sang), 타만 스테픈(Taman Stephen)을 포함한 피남팡 전체를 관리했다.
JRDC의 초대 의장은 제셀턴(현 코타키나발루)의 세금징수관리(District Officer)로 활동했던 블로우 D.S.O(Blow D.S.O)였으며, 주지사(Chief Executive)는 부의장이었다. 각 지역의 의원은 OKK 라이만 디키 빈 시람(OKK Laiman Diki bin Siram), 마짐분 마장킴(Majimbun Majangkim), 탄핀힝(Tan Pin Hing), 에완 빈 엠폭(Ewan Bin Empok), 아흐사이 빈 가니(Ahsai bin Ghani)이고, 중국계 카피탄은 피남팡의 푸아카우(Foo Ah Kau), 틀리폭의 웡남팟 (Wong Nam Fatt), 믕가탈의 친뉵(Chin Nyuk), 이나남의 친춘인(Chin Tsun Yin), 푸타탄의 응쉬혹(Ng Swee Hock)이며, 대지주는 록카위의 W. C. 콜러드(W. C. Collard)와 피남팡의 줄리우스 마카질(Julius Makajil)이다.
1966년 지역정부법령 1961이 개정되어 의원들이 사바지역정부장관(Minister of Local Government Sabah)으로 임명되게 되었다. 한편 제셀턴이 코타키나발루로 개명되자 JRDC 역시 KKRDC(Kota Kinabalu Rural District Council; 코타키나발루 교외지역 의회)로 개편되었다. 1978년 코타키나발루 시위원회가 시의회로 승격되었고, 이에 따라 KKRDC도 PDC로 개편되었다.
푸타탄은 과거 피남팡 내의 마을이었다. 그러나 코타키나발루의 급속한 발전에 따라 더 많은 사람들이 도시 주변 지역에 자리잡았고, 1997년 3월 사바 주수상 용텍리는 5개의 소구역에 상을 수여했으며 2007년 3월 1일 피남팡 지역으로부터 완전히 분리되었다.

## 사회
피남팡의 주민들을 일컫는 마땅한 데모님(demonym)이 없어, 주로 "피남팡인"을 뜻하는 말레이어 오랑 피남팡(말레이어: Orang Penampang)으로 표현한다. 데모님으로는 "피냄팽이트(Penampangite)"가 있으나, 잘 사용되지 않는다.

### 민족과 종교

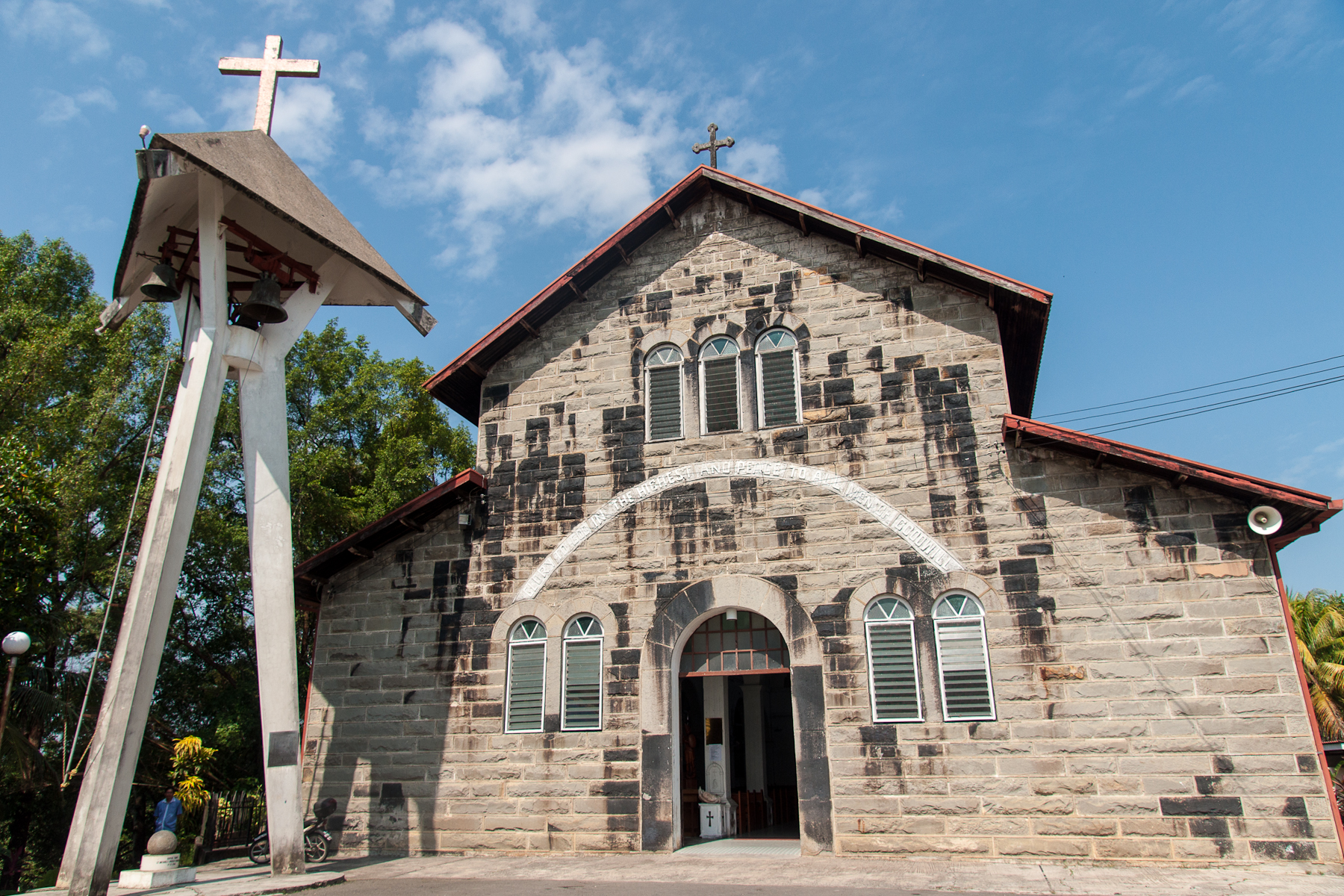
피남팡 성미카엘 교회

2010년 조사에 따르면, 피남팡의 인구는 121,934명이다. 이 중 카다잔/두순인이 42,378명(34.8%)으로 가장 많고, 중국인이 27,346명(22.4%)으로 그 다음이다. 바자우인이 9,133명(7.5%), 말레이인이 5,803명(4.8%)이며, 기타 부미푸트라가 12,666명(10.4%)이다.
카다잔/두순인들은 주로 기독교를 믿는데, 그 중에서도 대부분이 로마 가톨릭을 따른다. 중국인들은 카다잔/두순인들처럼 기독교를 믿기도 하고, 불교를 믿기도 한다. 말레이인들이나 바자우인들은 이슬람교를 믿는다.
피남팡은 과거 북보르네오 시절 기독교를 전파하는 데 가장 중요한 지역이었다. 영국 밀힐의 성요셉 외국인 선교단체(St. Joseph's Foreign Mission)가 1880년대부터 파파르, 피남팡, 산다칸 지역에서 일하기 시작했다. 1927년 Mgr. A. 워치터(Mgr. A. Wachter)가 지목으로 임명되고 피남팡을 본부로 두고 일하면서 이 지역은 북보르네오 및 라부안에서 가장 중요한 미션 수행 장소가 되었다. 이 미션은 단순히 피남팡 주민들에게 종교를 전파시키는 것뿐 아니라 확실히 중요한 촉매제였으며, 교육의 기회를 제공하기도 했다.

### 언어

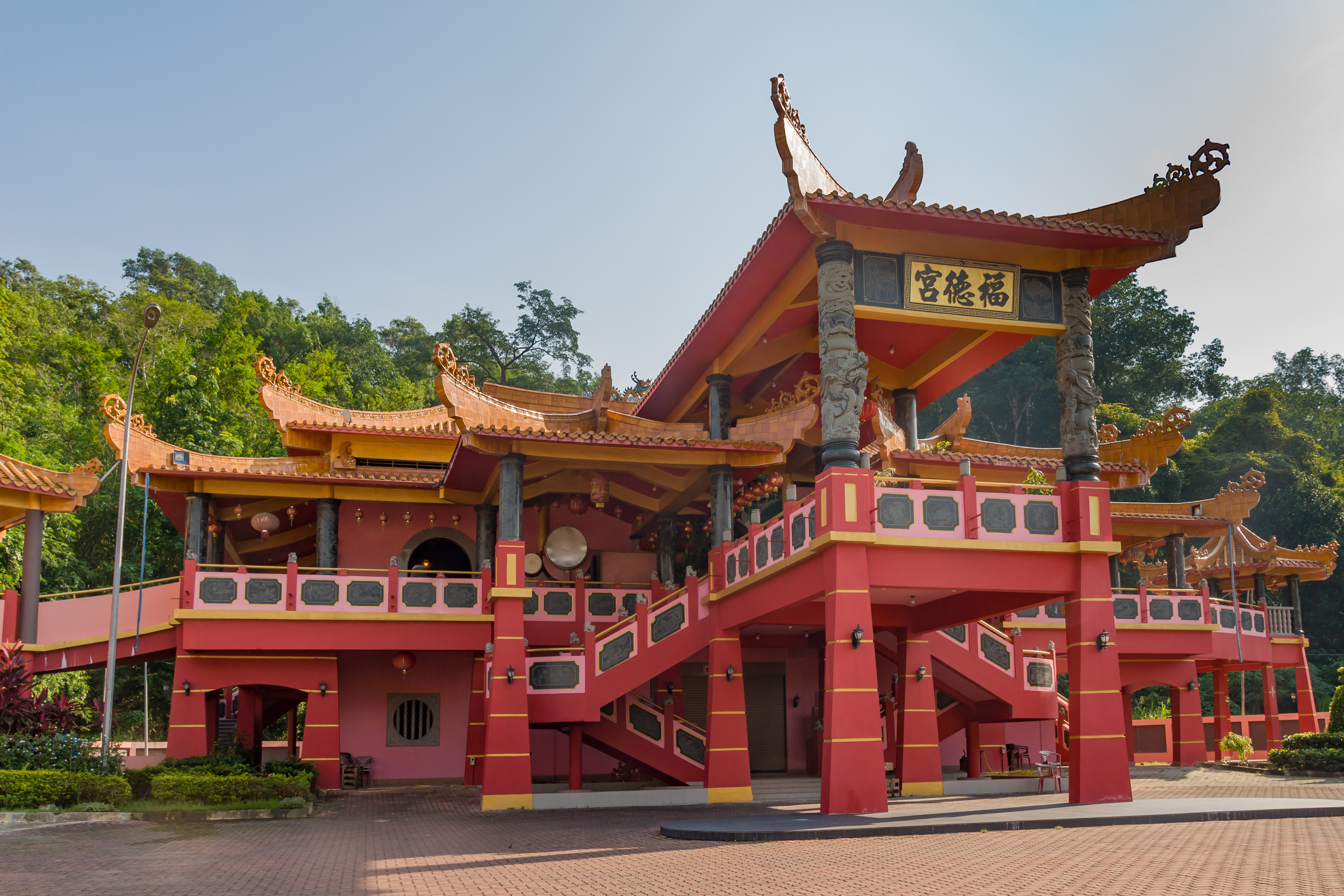
동공온의 징푸 사원

대부분이 말레이어를 사용하며, 사바만의 독특한 크리올을 사용하기도 한다. 사바 방언은 카다잔두순어의 영향을 받았는데, 특히 카다잔/두순인들이 더 카다잔두순화 된 방언을 사용한다. 카다잔두순어는 화자의 감소에도 불구하고, 이 언어를 다시 되살리기 위한 노력들이 이루어지고 있다. 1997년에 창립된 카다잔두순어협회(KLF; Kadazandusun Language Foundation)는 사바 내의 카다잔두순어를 홍보하고, 지키고, 발전시키는 데 주력하고 있다. 동공온에서 이루어지고 있다.
중국인들 사이에서는 객가어 방언(惠阳客家话)과 표준 만다린이 광둥어와 더불어 사용되고 있다. 영어는 전 주민에게 널리 사용되며, 특히 젊은 세대들을 중심으로 사용되지만, 대부분은 완벽하지 않은 변칙 영어(broken english) 또는 맹글리쉬(Manglish)를 구사한다. 그나마 사바의 영어가 말레이시아 전체의 영어 중 가장 덜 망가진 편이며, 쿠알라룸푸르 등 말라야 지역의 영어는 이것보다 더 심하게 망가졌다.
말레이시아인의 일상적인 대화가 보여주듯, 한 문장에 두 개 이상의 언어를 사용하는 것이 일상화돼 있다.

## 경제
주로 통상이나 거래 활동에 따라 좌우된다. 최근 관광산업의 증가로 관광수익이 증가하고 있는 추세다.

## 이름난 곳

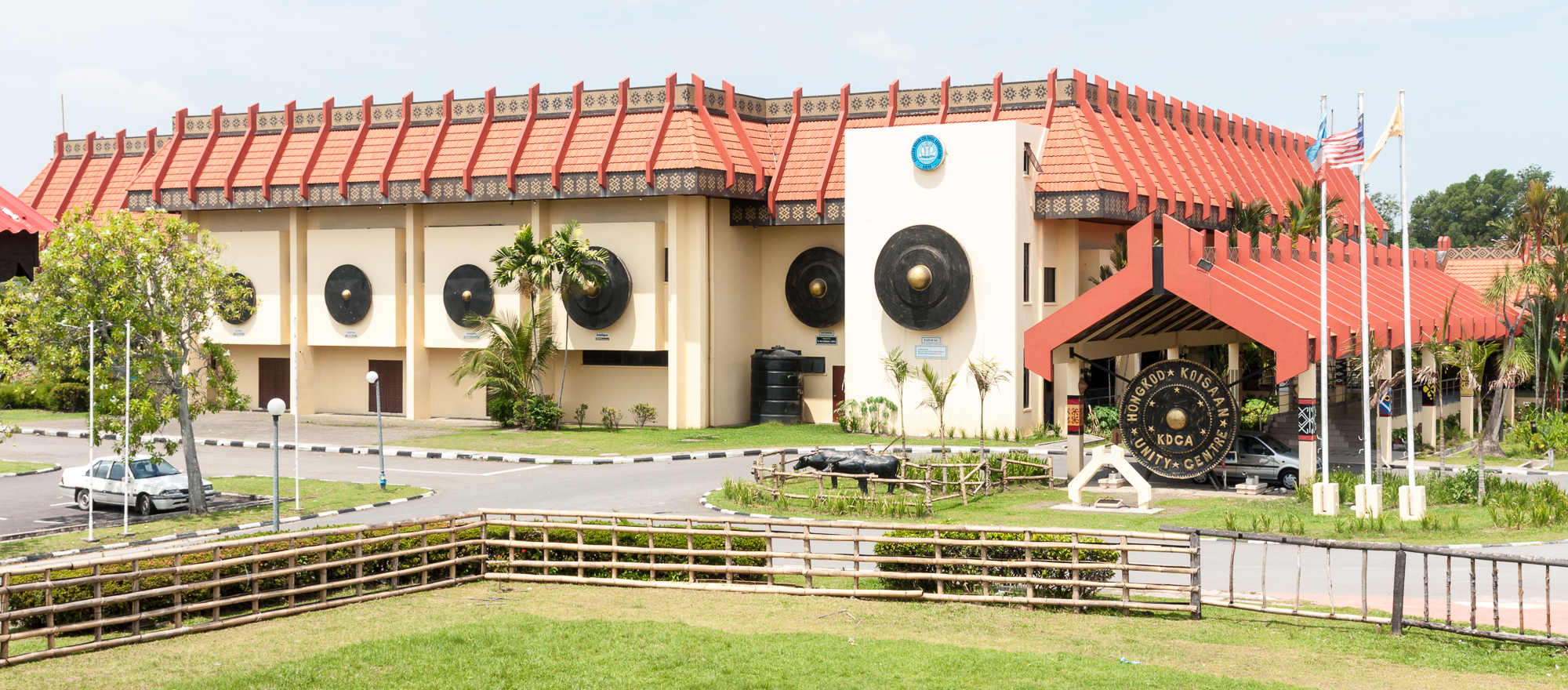
카다잔두순문화협회의 홍코드 코이사안(Hongkod Koisaan)

피남팡은 카다잔/두순 사회의 가장 중요한 근거지로 꼽히며, 그들의 정치 및 문화발전에 있어 중요한 역할을 한다. 카다잔두순문화협회(KDCA; Kadazandusun Cultural Association) 회관은 매년 전통축제를 열어 카다잔/두순인들을 초대하는데, 그 중에서 가장 대표적인 축제가 바로 카아마탄(Kaamatan)이다. 카아마탄은 추수감사제로 미국의 땡스기빙(Thanksgiving)이나 한국의 추석과 비슷한데 카다잔/두순 사회에서 가장 중요한 축제이다.

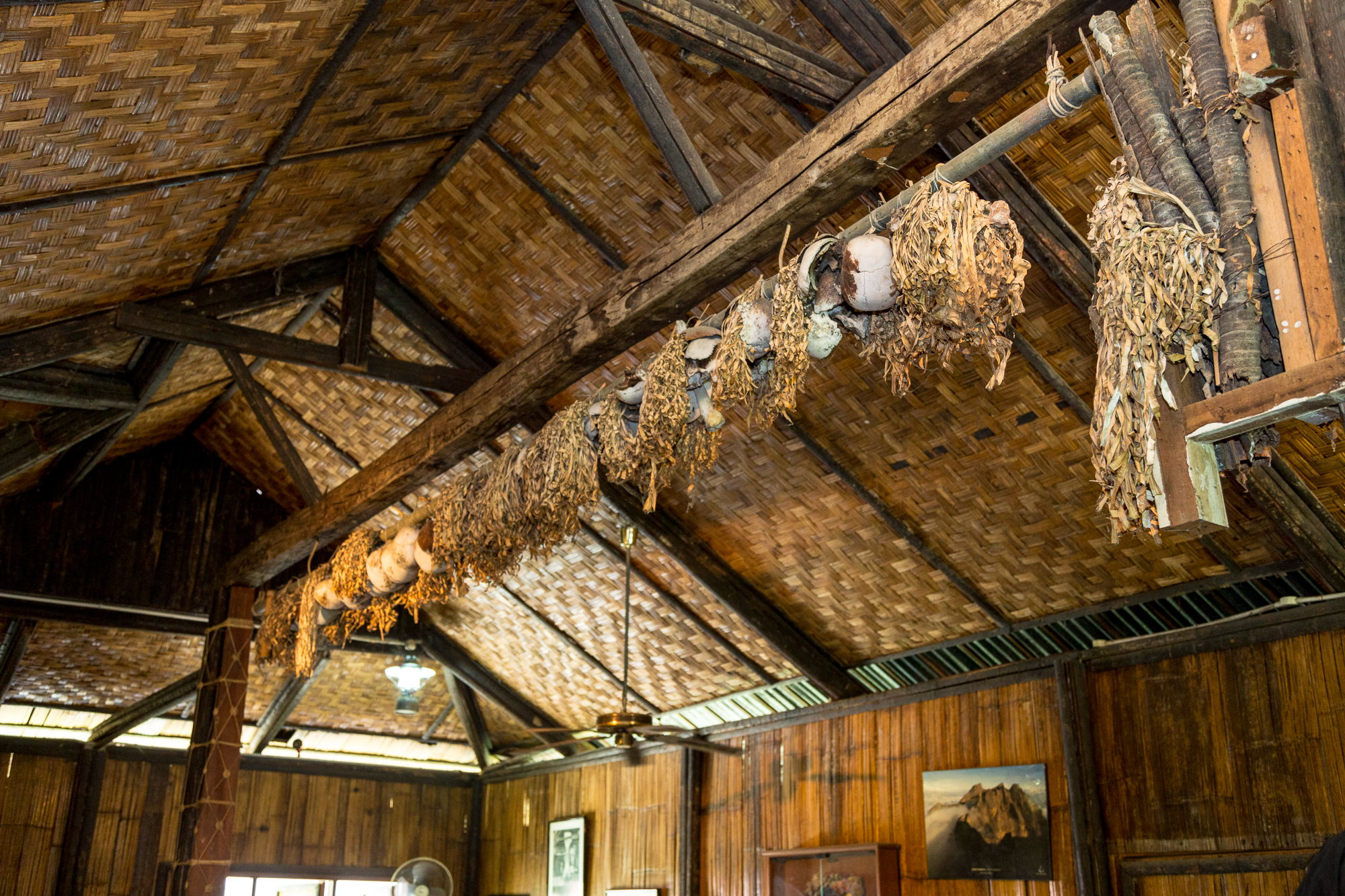
몬소피아드 민속촌 내 해골의 집

피남팡에는 몬소피아드 민속촌이 있는데, 몬소피아드는 자신의 적들을 참수한 뒤 그들의 목을 자신의 집 입구에 매달아 놓음으로써 적들을 위협했던 전사의 이름이었다.
포구논 공동체 박물관이 Kg. 포구논의 사바박물관의 일부에 위치하고 있다. 2000년 지역 유치원 건설 당시 3개의 항아리와 4개의 항아리에서 나온 조각들이 발견되었는데, 그 중에는 16세기의 것으로 보이는 온전한 항아리와 인간 잔조물이 추가로 발견되 화제를 모으기도 했다.
사바 아트 갤러리(Balai Seni Lukis Sabah)가 피남팡에 있다. 3000개 이상의 그림, 조각품 및 조각들이 전시되어 있으며, 건물 전체가 사바 원주민들의 무늬로 된 바구니 모양의 구조물로 되어 있다. 이 건물은 사바 주 및 보르네오 전체의 첫 그린 빌딩이다.
성미카엘 교회는 1930년대 초반부터 1940년대 후반 사이에 지어진 교회로, 사바에서 두 번째로 오래 된 스톤 교회이다.

## 교육

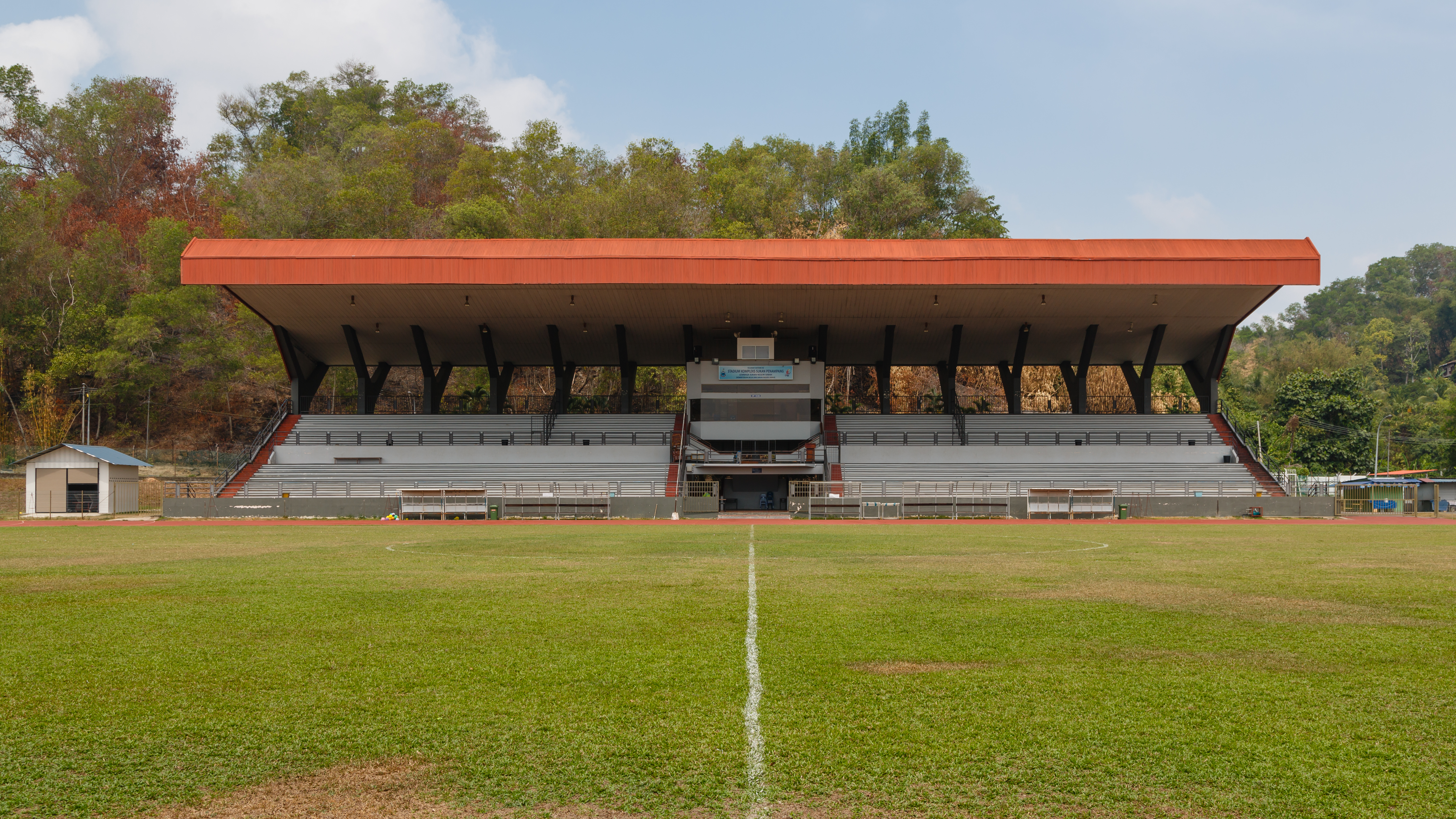
피남팡 스포츠 컴플렉스. 피남팡 내 학교들은 물론 피남팡 외의 학교들도 이곳에서 대회를 열곤 한다.

피남팡에는 다양한 학교들이 있는데, 예를 들면 피남팡림바낙중학교, 피남팡성얼로이시우스림바낙초등학교, 피남팡바항중학교 등이 있다. 한때 "저질학교"라고 비난을 받았던 피남팡바항중학교는 최근 명문학교로 떠오르고 있다.

### 학교 목록
이하는 피남팡 내 학교 목록이다.

#### 초등학교
- 피남팡성요셉초등학교
- 피남팡부아얀초등학교
- 피남팡키포보초등학교
- 피남팡롱코궁안초등학교
- 피남팡루양초등학교
- 피남팡모욕초등학교
- 피남팡푸타탄초등학교
- 피남팡푼투노흐초등학교
- 피남팡성바오로초등학교
- 피남팡성테레사초등학교
- 피남팡수구드초등학교
- 피남팡트리안초등학교
- 피남팡바항초등학교
- 피남팡성얼로이시우스림바낙초등학교
- 푸타탄부이트힐초등학교
- 푸타탄프칸푸타탄초등학교
- 푸타탄촌토흐초등학교

#### 중학교
- 피남팡성미카엘중학교
- 피남팡바항중학교
- 피남팡다툭피터모준틴중학교
- 피남팡림바낙중학교 (구 피남팡바항제2중학교)
- 푸타탄중학교
- 피남팡탄사우중학교

## 같이 보기
- 코타키나발루
- 틀리폭
- 투아란
- 동공온